# Zwiesel (stacja kolejowa)
Zwiesel – stacja kolejowa w Zwiesel, w kraju związkowym Bawaria, w Niemczech. Znajdują się tu 2 perony.